# Cornwallschwein

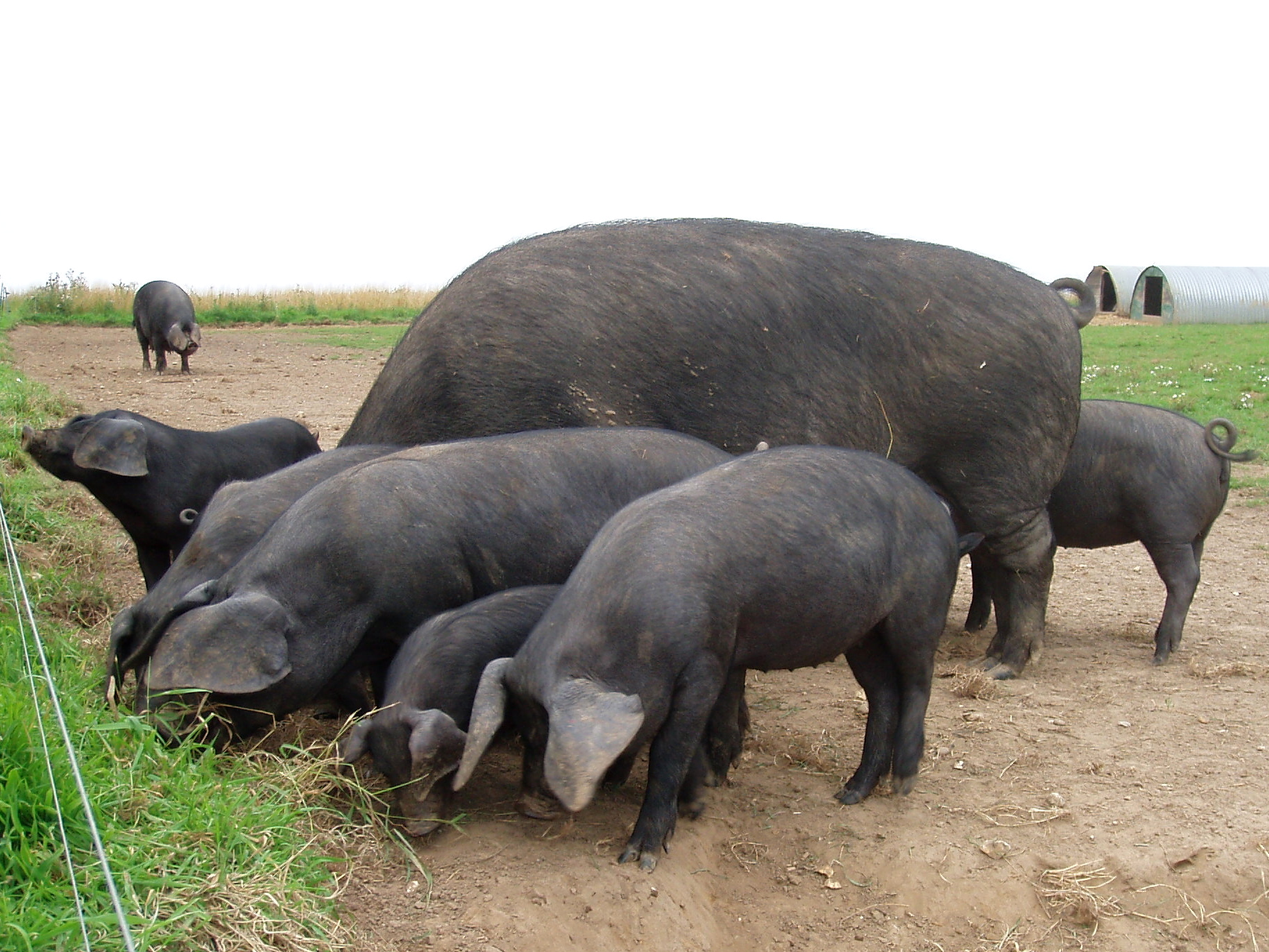
Cornwallschweine

Das Cornwallschwein (oder Large Black) ist eine Rasse des Hausschweins aus England. Es wurde Anfang des 19. Jahrhunderts durch Kreuzung verschiedener englischer Rassen gezüchtet.

## Merkmale
Das Cornwallschwein ist mittelgroß mit einer Schulterhöhe des Ebers von bis zu 85 und der Sau zwischen 75 und 80 Zentimeter. Dabei erreicht der Eber ein Gewicht von 280 bis 320 Kilogramm, die Sau wiegt 200 bis 240 Kilogramm. Das Tier ist großrahmig mit einem langen und tiefen Rumpf. Es ist dunkelgrau bis schwarz ohne Flecken oder andere Abzeichen, Die körperbedeckenden Borsten sind sehr dünn ausgebildet, wodurch das Schwein nackt bzw. glatt erscheint. Der Schwanz ist hoch ansetzend. Der Kopf ist mäßig lang und breit, die Profillinie nur wenig eingedellt. Die Ohren sind hängend.

## Verbreitung
Das Cornwallschwein ist als Nutzschwein vor allem in seiner Heimat Großbritannien verbreitet. In Ungarn zählt das Cornwall zu den sogenannten Salami-Schweinen, die eigens in der Gegend um Szeged für Wintersalami gezüchtet werden. Daneben gibt es weltweit kleinere Zuchtgruppen. In der heutigen Zeit ist diese Schweinerasse in der Zucht allerdings nur noch von geringer Bedeutung.

## Zuchtgeschichte
Die Cornwallschweine entstanden als Züchtung im frühen 19. Jahrhundert in England in mehreren Linien. Sie stammen von bodenständigen Landschweinen und mehreren britischen Rassen ab. Dabei wurden zuerst zwei Schläge gezüchtet, wobei die größeren und schlankeren Schweine in den Grafschaften Cornwall und Devon und die robusteren Tiere in Essex und Suffolk vorkamen. Um 1900 wurden beide Linien zu einer Rasse zusammengefasst, wobei bereits 1898 ein Züchterverband gegründet und ein Herdbuch eröffnet wurden.
Zur Jahrhundertwende zum 20. Jahrhundert waren die Large Blacks die am weitesten verbreitete Hausschweinrasse in Großbritannien und sie wurden auch auf den europäischen Kontinent ausgeführt. 1896 kamen die ersten Tiere nach Deutschland, konnten sich hier jedoch nur mäßig etablieren. Den Namen „Cornwallschweine“ bzw. „Cornwalls“ erhielten sie erst in Deutschland, da die eingeführten Tiere aus der gleichnamigen Grafschaft stammten. Durch Einkreuzung von Cornwallschweinen und Berkshire-Schweinen in deutsche Landschweine wurde das Bunte Bentheimer Schwein gezüchtet.
Erst 1910 wurden Large Blacks zu Ausstellungen der Royal Agricultural Society und des Smithfield Club zugelassen, bis in die 1920er Jahre waren sie populär. Ab 1960 nahm die Zahl der Züchter und der Tiere allerdings rapide ab, 1986 gab es in Großbritannien nur noch 200 Zuchtsauen. 1951 betrug die Anzahl der Cornwallschweine in Deutschland noch 1,4 Prozent der reinrassigen Hausschweine, 1968 lag der Anteil unter 0,1 Prozent.

## Eigenschaften
Das Cornwallschwein wird als abgehärtetes und genügsames Hausschwein beschrieben und ist ein guter Verwerter von wirtschaftseigenem Futter. Dabei eignet es sich sehr gut für die Außenhaltung und aufgrund der geringen Anfälligkeit für Sonnenbrand auch für höhere Lagen mit starker Sonneneinstrahlung.
Die Sauen bekommen regelmäßig Jungtiere und haben reichlich Milch. Die Tiere sind vor allem geeignet als „Bacon“- und Dauerwarenschweine.